# Der Wilde Wald
Der Wilde Wald (niederländisch Geheimen van het Wilde Woud) ist ein Jugendroman von Tonke Dragt aus dem Jahr 1965. Er ist die Fortsetzung des mehrfach ausgezeichneten und 2008 verfilmten Romans Der Brief für den König und bildet mit ihm eine Dilogie.

## Zusammenfassung
Das Buch handelt von einem jungen Ritter namens Tiuri in einer fiktiven mittelalterlichen Welt, die hauptsächlich aus drei Reichen besteht: Dem Land von König Dagonaut, aus welchem Tiuri stammt, dem Reich des Königs Unauwen westlich der Berge, und Evillan, das von einem Sohn Unauwens regiert wird. Der Fürst von Evillan (Prinz Viridian) und sein Vater sind verfeindet, denn der Sohn trachtet dem Vater nach der Krone, weil er als jüngerer (Zwillings-)Sohn kein Anrecht darauf hat. Tiuri überbrachte im ersten Roman einen wichtigen Brief an König Unauwen, der einen Plan Viridians zur Überrumpelung Unauwens beschrieb, und erhielt dafür selbst einen weißen Schild, wie ihn sonst nur die Ritter aus dem Westen tragen.
Die Grauen Ritter, ausgezogen um den Tod jenes Ritters zu rächen, dessen Auftrag Tiuri übernommen hatte, wollen sich nun zu diesem Zweck ein Jahr später mit Tiuri auf Schloss Ristridin treffen. Aber ausgerechnet Ritter Ristridin selbst bleibt aus. Gerüchte besagen, dass er in den Wilden Wald gegangen sei, einen unzugänglichen, riesigen Wald im Dreiländereck zwischen den drei Königreichen, in dem sagenumwobene, geradezu elfenhafte Männer in Grün leben sollen, die angeblich kaum jemand je zu Gesicht bekommt.
Tatsächlich findet Tiuri im Wilden Wald nicht nur die Männer in Grün, sondern eine geheime Operation von Evillan, das von dort einen Überraschungsangriff auf das Reich Unauwens vorbereitet. Die Männer in Grün sind Nachkommen eines Ritters aus dem Westen und dessen Gefolge, der vor langer Zeit der Welt entsagt hat und fortan im Einklang mit der Natur im Wald lebte. Aufgrund ihrer strikten Neutralität sind sie aber sogar eine Gefahr.
Schließlich muss Tiuri das Reich Unauwens vor dem Angriff warnen und es kommt zu einer kriegerischen Auseinandersetzung, in der niemand neutral bleiben kann.

## Inhalt
Im Frühjahr nach seinem Ritterschlag reisen der junge Ritter Tiuri und sein Freund und Schildknappe Piak zum Schloss Ristridin, dem Geburtsort des fahrenden Ritters Ristridin, mit dem Tiuri im Vorjahr bei seiner gefährlichen Reise ins Reich Unauwens Freundschaft geschlossen hat. Dort warten die beiden aber vergeblich auf Ristridin und den Neffen von Ritter Bendu, einem Freund Ristridins und Tiuris, der ihnen im Schloss Gesellschaft leistet; stattdessen treffen nacheinander zwei Ritter aus dem Reich Unauwens, von denen einer sogar Unauwens Kronprinz Iridian ist, und zwei Rittern Evillans ein, die aufgrund des Gastrechtes im neutralen Land Dagonauts ebenfalls in die Burg eingelassen werden. Nachdem Ristridin weiterhin verschollen bleibt, macht sich Tiuri mit einigen anderen Rittern auf den Weg zur nahen Burg Islan, wo Ristridin zuletzt gesehen worden war, nachdem er im Auftrag König Dagonauts den Wilden Wald erforschen sollte. 
Dort trifft er auf die wunderschöne Tochter des Burgherrn, Isadoro, die ihn bezirzt, aber mit ihrem seltsam sprunghaften Verhalten auch Rätsel aufgibt. Bei einem Ausflug zum Waldrand begegnet Tiuri zu seiner Überraschung Marius dem Narren, einen zurückgebliebenen, kindlichen und harmlosen Mann, dem er schon auf seiner ersten Reise begegnet ist. Tiuri findet den Narren jedoch völlig verängstigt vor und schafft es nach vielen Mühen herauszufinden, dass der Narr vor verborgenen Feinden im Wilden Wald geflohen ist und dass er Ristridin im Wald in einer Situation angetroffen hat, die im völligen Gegensatz zu dem steht, was Tiuri in Islan erfahren hat. Etwas später wird ein Einfall aus dem südlichen Deltaland, einem Marionettenstaat Evillans, gemeldet. Aber Evillan stellt tatsächlich Truppen zur Verteidigung Dagonauts zur Verfügung. Sowohl Evillan als auch Unauwens Abgesandte versuchen, eine Allianz mit Dagonaut zu erreichen. Der Angriff aus Deltaland und die nachfolgende Hilfe stellt sich später als Manöver Evillans heraus.
Während Tiuris Begleiter dem Ruf zur Verteidigung gegen Deltaland folgen, hat er selbst andere Pläne und reist mit seinem Schildknappen Piak. Marius führt Tiuri und Piak in den Wald, wo sie eine von Ristridin hinterlassene Botschaft vorfinden, die besagt, dass er der einzige Überlebende eines Hinterhalts auf sein Geleit ist. Kurz danach aber werden Tiuri und Marius von Roten Reitern Evillans, die sich im Wald versteckt halten, gefangen genommen und vor ihren Herrn geführt. Dieser stellt sich als der schwarze Ritter mit dem roten Schild heraus, der für den Mord an Ritter Edwinem verantwortlich ist, dessen Auftrag an Tiuri diesen zum Ritter hatte werden lassen (siehe "Der Brief für den König"). Der Ritter entpuppt sich als der Fürst von Evillan mit Namen Viridian, dem Zwillingsbruder des Kronprinzen von Unauwens Reich in höchsteigener Person. Wie Tiuri von seinen Reden zusammensetzen kann, plant der Fürst von Evillan, aus dem Wilden Wald heraus über einen fast vergessenen Bergpass einen Überraschungsangriff auf seine Heimat durchzuführen. Hilfe erhält er dabei von den Männern in Grün, höchst einsiedlerischen, legendären Waldbewohnern, die eigentlich nur ihr friedfertiges Leben im Schoße des Waldes führen wollen und sich daher nicht in die Belange der Außenwelt einmischen wollen; dem Fürsten helfen sie bei seinem Vorhaben lediglich, um ihn schleunigst wieder aus ihrem Wald zu haben.
Tiuri und Marius werden in der Tarenburg, dem alten Sitz des Stammvaters der Männer in Grün, festgesetzt. Dort trifft Tiuri auch seinen alten Widersacher Jaro, der nach ihrer letzten Begegnung eigentlich ein ehrliches Leben führen wollte, jedoch durch eine Verkettung unglücklicher Umstände wieder in den Dienst seines alten, verhassten Herrn gelangt ist. Jaro verhilft Tiuri und Marius zur Flucht und gemeinsam retten sie sich in das Gebiet der Männer in Grün, deren Anführer Tehalon dem Fürsten von Evillan die Herausgabe der Flüchtigen verweigert. Er spielt dem Fürsten aber vor, dass er die Jünglinge rituell hinrichten werde, wodurch diese letztlich unbemerkt fliehen können.
Im Gegensatz zu Tiuri und Marius gelingt es Piak mit Müh und Not dem Hinterhalt zu entkommen und sich in die vergessene Stadt zu retten. Dort wird er von einem ehemaligen Räuber namens Adelbart gefunden, der ihn zurück in die Zivilisation geleitet. Dort angekommen schickt Piak eine Warnbotschaft an König Dagonaut und dessen treuen Lehensfürsten Sigirdiwarth Rafox, dem Herrn von Schloss Mistrinaut, der sich mit einer kleinen Streitmacht zum Marsch in den Wilden Wald bereitmacht. In der Truppe befindet sich auch dessen Tochter Lavinia, die sich als Schildknappe getarnt unter die Suchenden gemischt hat, weil ihr Tiuri sehr am Herzen liegt. Piak wird zu ihrem Vertrauten und begleitet sie zusammen mit den Kriegern in den Wald. Dort finden sie heraus, dass Adelbart einst selbst bei den Männern in Grün gewohnt hat. Mit seiner Hilfe kommen sie in Kontakt mit Tehalon, dem Anführer der Männer in Grün, der sie mit Tiuri, Marius und Jaro wieder zusammenbringt. Die Beteiligten halten Kriegsrat, und es wird beschlossen, sowohl den Fürsten hier im Wald zu bekämpfen als auch jemanden über den versteckten Bergpass zu schicken, um Unauwens Reich vor dem Überfall zu warnen. Tehalon und die Männer in Grün sehen sich angesichts der Entwicklung der Dinge gezwungen, mit ihrem Neutralitätsprinzip zu brechen, und helfen Tiuri und Piak auf den Geheimen Pfad, der ins Reich Unauwens führt.
Nachdem Tiuri und Piak die Nachricht unter großen Gefahren überbracht haben, kommt es zur Schlacht im Wilden Wald zwischen den Rittern Unauwens, Evillans und Dagonauts. Die idyllische, friedfertige Welt der Männer in Grün fällt dem Krieg ebenfalls zum Opfer, als der Fürst von Evillan bei seinem Abzug über die Berge den Wald aus purer Boshaftigkeit in Brand stecken lässt. Am Ende aber begegnen Tiuri und Piak Ritter Ristridin wieder, der nach seiner Flucht aus dem Wilden Wald im Geheimen auf Islan gefangen gehalten, vom Schlossherrn aber inzwischen wieder freigelassen worden war und mit einer eigenen Streitmacht in den Kampf hatte eingreifen können. Zusammen bringen die Ritter Dagonauts den Fürsten von Evillan dazu, sich seinem Bruder in einem Zweikampf zu stellen, um den Krieg ein für alle Mal zu beenden. Obwohl Kronprinz Iridian seinen Bruder besiegt, wird er doch gleichzeitig durch eine letzte ehrlose Handlung Viridians mittels eines vergifteten Schwertes ebenfalls getötet.
Am Ende finden sich Tiuri und Piak wieder beim Einsiedler Menaures in den Bergen ein, wo ein Knabe den Platz Piaks eingenommen hat, Idian, der Sohn von Prinz Iridian. Menaures selbst ist der jüngere Zwillingsbruder von König Unauwen, der aber nie nach dem Thron strebte, sondern ein Leben der Einsiedelei wählte; bei ihm soll der junge Prinz nun in einem einfachen Leben aufwachsen, um schließlich das Reich seines Großvaters weise regieren zu können. Damit finden Tiuri und Piak endlich eine trostvolle Aussicht auf die Zukunft der drei Reiche.

## Literarische Motive
Wie schon im ersten Buch werden in Der Wilde Wald zahlreiche Motive in jugendbuchtypischer und bisweilen märchenhafter Weise verwendet, die den Charakter der Geschichte ausmachen. Der epische Konflikt zwischen den Zwillingsbrüdern, die ob der Thronfolge zu Feinden werden, die plakative Beschreibung der Ritter mit weißen Schilden einerseits und jenen mit blutroten oder schwarzen andererseits, das Bestreben von Lavinia ihrem Schwarm zu helfen, obwohl sie als Frau in dieser mittelalterlichen Gesellschaft dazu kein Recht hat und auf kein Verständnis hoffen darf, die Parallelwelt der Männer in Grün, bei denen es wiederum selbstverständlich ist, dass Frauen z. B. Waffen tragen, die unbedingte Lauterkeit des Romanhelden und absolute Unverbrüchlichkeit seiner Freundschaft zu Piak, all dies trägt eine zentrale moralische Botschaft einfachster Natur, die Ehrlichkeit, Vergeben, Friedfertigkeit und Selbstlosigkeit, Gleichberechtigung und Treue propagiert.